# マリアーノ・アンドゥハル
マリアーノ・アンドゥハル（Mariano Gonzalo Andújar, 1983年7月30日 - ）は、アルゼンチン・ブエノスアイレス出身の元サッカー選手。現役時代のポジションはゴールキーパー。元アルゼンチン代表。

## 経歴

### アルゼンチン時代
CAウラカンからデビューした。その2年後にクラブはプリメーラB・ナシオナル（2部）に降格してしまったが、アンドゥハルはクラブに残った。2005年、イタリアのUSチッタ・ディ・パレルモにレンタル移籍し、主にマッテオ・グアルダルベンやニコラ・サントーニの控えとして、リーグ戦11試合、UEFAカップ7試合、コッパ・イタリア3試合に出場したが、結局レギュラー獲得には至らなかった。
2006年、ディエゴ・シメオネ監督が率いるエストゥディアンテス・デ・ラ・プラタに移籍した。アペルトゥーラ2006では16試合で9失点に抑え、リーグ優勝を果たした。エストゥディアンテスでは3シーズンの間レギュラーとして108試合に出場した。2009年のコパ・リベルタドーレスでは優勝の立役者となった。同大会ではグループリーグ第4節から準決勝のナシオナル・モンテビデオ戦ファーストレグまで8試合連続で無失点に抑え、1977年にボカ・ジュニアーズのウーゴ・ガッティが樹立した767分連続無失点の記録を破る800分連続無失点の記録を達成した。

### イタリア時代
2009年6月24日、アルバノ・ビサーリの後釜としてかつて所属したパレルモのライバルカルチョ・カターニアへ4年契約で移籍。4年ぶりにシチリアに復帰することとなった。カターニアでは2009-10シーズンから2011-12シーズン前半まで正守護神として90試合以上出場したが、クラブ最高経営責任者であるピエトロ・ロ・モナコとの衝突により、2012年1月19日に古巣エストゥディアンテスにレンタルで復帰していた。
ロ・モナコ氏がジェノアCFCへ転出したことを機に2012-13シーズンよりカターニアに復帰。再び正GKの座を取り戻し、クラブ史上最高勝点56を獲得して最高順位タイとなる8位でシーズンを終えた。ただ、2013年4月21日に行われた古巣パレルモとのシチリア・ダービーでは後半ロスタイムにヨシップ・イリチッチに同点ゴールを決められた際に、相手選手に暴力行為を行い、後に3試合の出場停止処分を受けるなど、メンタル面の弱さが目立った。
2014年1月28日、SSCナポリへ移籍。なお2013-14シーズン終了まではレンタル移籍という形でカターニアに残留することとなった。2014-15シーズンにはチームの目論見どおりラファエウとポジションを争ったが、11試合の出場に留まった。シーズン終了後にはクラブがペペ・レイナやガブリエウを獲得したため、移籍先を探すこととなり、2015年9月8日に2度目となるエストゥディアンテス復帰が決定した。

### 代表
アルゼンチン代表では2009年3月13日に初招集を受けたものの、しばらく出場機会を得られないでいた。
6月6日の2010 FIFAワールドカップ南米予選コロンビア戦で代表デビューを果たす。しかし、9月5日のブラジル戦で3失点を喫し、さらにはセルヒオ・ロメロの台頭も重なって再び控えに降格した。2010年5月19日、本大会に出場するメンバー23人に選ばれた。

## 代表歴

### 出場大会
- アルゼンチン代表
  - 2010 FIFAワールドカップ
  - 2014 FIFAワールドカップ

### 試合数
- 国際Aマッチ 11試合 0得点（2009年-2014年）[6]

| アルゼンチン代表 | 国際Aマッチ | 国際Aマッチ |
| 年               | 出場        | 得点        |
| ---------------- | ----------- | ----------- |
| 2009             | 4           | 0           |
| 2010             | 0           | 0           |
| 2011             | 4           | 0           |
| 2012             | 0           | 0           |
| 2013             | 2           | 0           |
| 2014             | 1           | 0           |
| 通算             | 11          | 0           |

## タイトル
エストゥディアンテス・デ・ラ・プラタ
- プリメーラ・ディビシオン : 2006-07A
- コパ・アルヘンティーナ : 2023
- コパ・リベルタドーレス : 2009

SSCナポリ
- スーペルコッパ・イタリアーナ : 2014